# 演劇ユニットキングスメン
演劇ユニットキングスメン（えんげきゆにっときんぐすめん、The King's Men）は、日本の劇団。共同代表は、俳優の平澤智之と高村絵里。演出は高村絵里、主演は平澤と高村の両名でおこなう。

## 概要
2023年に俳優の平澤智之と高村絵里によって結成、2024年に旗揚げ公演をおこなった。シェイクスピア作品を中心とした古典作品を上演する。
出演者として障がいを持つ俳優を積極的に起用したり、一部で初期近代英語を使用するなど、多様性のある演出がなされる。シェイクスピア作品では16世紀当時と同じように、音響・照明・舞台装置・幕などを使用せず、一人の役者が複数役を兼ねるという上演形式をとることが多かった。
2025年本公演から、上演場所をライブハウス等として、「シェイクスピア×ロック」企画を開始。第一弾『あの夏の夜の夢』を吉祥寺曼荼羅で、メタルバンドとのコラボレーション形式で上演した。
劇団名の「キングスメン」とは、ウィリアム・シェイクスピアが座付き劇作家として在籍していたイギリスの劇団「The King's Men(国王一座)」の名前による。

## 上演作品
- 『マクベス　―one of woman born―』[3]（2024年5月　座・高円寺２）演出・高村絵里
- 『父と暮せば』『マリアの首』[4](2024年8月　旧国立駅舎)　演出・高村絵里
- 『るつぼ　―Fire Walk With Me―』[5](2024年9月　座・高円寺２／せんがわ劇場)　演出・高村絵里
- 『ロミオとジュリエット　―Fear No More―』[6](2024年12月～1月　彩の国さいたま芸術劇場小ホール／座・高円寺２／せんがわ劇場)　演出・高村絵里
- 『ロミオとジュリエット』リーディング (20245年6月　cafe楽)　演出・高村絵里
- 『あの夏の夜の夢[7]』(2025年7月　吉祥寺曼荼羅)　演出・高村絵里
- 「子どもと楽しむシェイクスピア――『夏の夜の夢』・『ロミオとジュリエット』」(2025年8月　たましんRISURUホール・立川演劇祭)　演出・高村絵里